# والتر فرايز
والتر فرايز (بالألمانية: Walter Fries)‏ هو عسكري ألماني، ولد في 22 أبريل 1894 في Gusternhain ‏ في ألمانيا، وتوفي في 6 أغسطس 1982 في فايلبورغ في ألمانيا.